# 덴탈임플란트

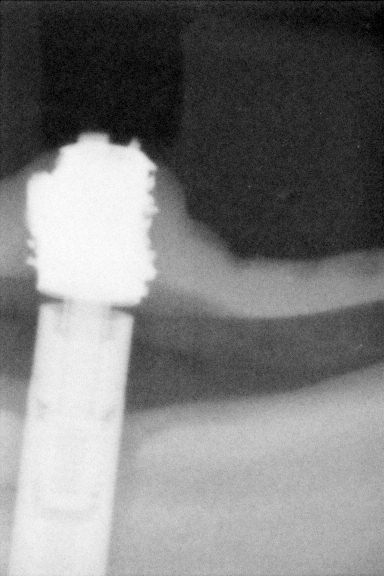
낡은 타입의 인공 치근의 X레이 사진

덴탈 임플란트(dental implant, endosseous implant, fixture)는 치아의 결손을 메우고 치아의 기능을 대용시키는 목적으로 턱뼈에 묻는 인공적인 물질이다. 현재는 임플란트 시에 타이타늄이 많이 사용된다. RAI(Root-Analogue dental Implant)는 추출 직후에 하나의 치아의 하나 이상의 뿌리를 대체하는 의료 기기이다. 이 임플란트는 사람과 조화를 이루기 위해 맞춤 제작되었으므로 단단한 조직이나 부드러운 조직에 추가 시술하지 않아도 된다. RAI가 치조와 일치하기 때문에 치아 추출과 관련해서만 이뤄질 수 있다. 치아가 이미 없어졌으며 부드럽고 단단한 조직이 이미 치유 된 경우 RAI를 더 이상 이뤄질 수 없다. RAI는 보통 타이타늄도 가능할 수 있지만 지르코늄으로 제조된다.

## 같이 보기
- 임플란트 주위염